# Tichel

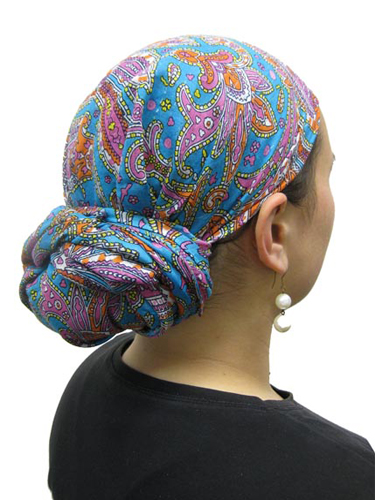
Tichel

Tichel (en ídix: טיכל), també anomenat mitpachat (en hebreu: מטפחת), és el nom del mocador o vel que fan servir les dones jueves ortodoxes casades, en compliment d'un codi de modèstia i cautela conegut com a tzniut, que requereix que les dones jueves ortodoxes casades cobreixin el seu cabell en públic.
Els tichels poden anar des d'un simple mocador de cotó lligat en la part posterior del cap, fins a mocadors elaborats amb diversos tipus de tela i lligats amb diferents tècniques.
La paraula ídix "tichel" és un diminutiu de la paraula alemanya "tuch" que vol dir "tela". Després de la cerimònia de les noces, els jueus ortodoxos creuen que l'esposa només ha de mostrar els cabells al seu marit.
La Mixnà en el tractat Ketubot (7:6), estableix que cobrir-se els cabells és un precepte d'origen rabínic. El tractat discuteix diversos comportaments que poden ser motiu de divorci en el judaisme ortodox com: "sortir de casa amb els cabell descoberts i conversar amb un altre home", i diu que aquest comportament és una violació de la llei rabínica jueva. La cautela en el vestir és un precepte rabínic respectat per la dona jueva.
Al Talmud de Babilònia, en concret al tractat talmúdic de Berakhot 24a, els rabins defineixen el cabell de la dona com quelcom sexualment eròtic, i per tant, prohibeixen a tots els homes jueus ortodoxos resar davant dels cabells d'una dona.